# Bitwa pod Arkadiopolis (970)
Bitwa pod Arkadiopolis (współcześnie Lüleburgaz w Turcji) – starcie zbrojne, które miało miejsce w 970 roku pomiędzy armią Cesarstwa Bizantyjskiego a Rusinami, zakończona zwycięstwem wojsk cesarstwa.

## Sytuacja przed bitwą
Zaraz po swojej koronacji cesarz Jan I Tzimiskes skłaniał się ku sprawom wschodniej części państwa. W związku z tym rozpoczął negocjacje pokojowe z Ottonem I i Światosławem. O ile ten pierwszy zgodził się na warunki cesarza, to Światosław zażądał wysokiego okupu i europejskiej części cesarstwa. Jan I rozpoczął przygotowania do wojny, wysłał siły liczące 12 000 żołnierzy pod granicę Tracji zagrożonej przez Bułgarów i Rusinów pod wodzą Światosława. Na czele armii bizantyńskiej stanęli stratopedarch Piotr i szwagier cesarza Bardas Skleros.

## Bitwa pod Arkadiopolis
Latem 970 roku wojska Światosława przekroczyły granicę. Pod murami Arkadiopolis, ważnej twierdzy granicznej, siły bizantyjskie zadały klęskę atakującym ich przeważającym liczebnie wojskom Rusi i zmusiły je do odwrotu.

## Konsekwencje bitwy
Bitwa nie okazała się decydująca, dopiero w 971 roku cesarz Jan I Tzimiskes ostatecznie rozgromił Rusinów i przejął władzę nad Bułgarią.